# Brigham (Wisconsin)
Die Town of Brigham ist eine von 14 Towns im Iowa County im US-amerikanischen Bundesstaat Wisconsin. Im Jahr 2010 hatte die Town of Brigham 1034 Einwohner.
Town hat in Wisconsin eine grundlegend andere Bedeutung, als im übrigen englischsprachigen Bereich. Vielmehr entspricht sie den in den anderen US-Bundesstaaten üblichen Townships, die nach dem County die nächstkleinere Verwaltungseinheit bilden.
Das Gebiet der Town of Brigham ist Bestandteil der Metropolregion Madison.

## Geografie
Die Town of Brigham liegt im Südwesten Wisconsins, am Südufer des Wisconsin River, einem linken Nebenfluss des Mississippi. Der am Mississippi gelegene Schnittpunkt der drei Bundesstaaten Wisconsin, Iowa und Minnesota liegt rund 165 km nordwestlich; nach Illinois sind es rund 65 km in südlicher Richtung.
Die geografischen Koordinaten des Zentrums der Town of Brigham sind 42°59′41″ nördlicher Breite und 89°53′45″ westlicher Länge. Sie erstreckt sich über eine Fläche von 166 km². Die Town of Brigham umschließt vollständig die Village of Barneveld, ohne dass diese der Town angehört. 
Die Town of Brigham liegt im Osten des Iowa County und grenzt an folgende Nachbartowns:
| Town of Wyoming  | Town of Arena                               | Town of Vermont (Dane County)     |
| Town of Ridgeway | Kompassrose, die auf Nachbargemeinden zeigt | Town of Blue Mounds (Dane County) |
| Town of Waldwick | Town of Moscow                              | Town of Perry (Dane County)       |

## Verkehr
Durch die Town führt in West-Ost-Richtung auf einem gemeinsamen Streckenabschnitt die U.S. Highways 18 und  151. Daneben führen noch die County Highways F, K, T und H durch das Gebiet der Town of Brigham. Alle weiteren Straßen sind untergeordnete Landstraßen sowie teils unbefestigte Fahrwege.
Mit dem Iowa County Airport befindet sich rund 40 km westsüdwestlich ein kleiner Flugplatz. Die nächsten Verkehrsflughäfen sind der Dubuque Regional Airport in Iowa (rund 115 km südwestlich), der Chicago Rockford International Airport (rund 140 km südöstlich) und der Dane County Regional Airport in Wisconsins Hauptstadt Madison (rund 65 km ostnordöstlich).

## Bevölkerung
Nach der Volkszählung im Jahr 2010 lebten in der Town of Brigham 1034 Menschen in 390 Haushalten. Die Bevölkerungsdichte betrug 6,2 Einwohner pro Quadratkilometer. In den 390 Haushalten lebten statistisch je 2,65 Personen. 
Ethnisch betrachtet setzte sich die Bevölkerung zusammen aus 97,6 Prozent Weißen, 0,2 Prozent Afroamerikanern, 0,1 Prozent (eine Person) amerikanischen Ureinwohnern, 0,6 Prozent Asiaten sowie 0,8 Prozent aus anderen ethnischen Gruppen; 0,8 Prozent stammten von zwei oder mehr Ethnien ab. Unabhängig von der ethnischen Zugehörigkeit waren 2,1 Prozent der Bevölkerung spanischer oder lateinamerikanischer Abstammung. 
23,6 Prozent der Bevölkerung waren unter 18 Jahre alt, 64,7 Prozent waren zwischen 18 und 64 und 11,7 Prozent waren 65 Jahre oder älter. 47,1 Prozent der Bevölkerung war weiblich.
Das mittlere jährliche Einkommen eines Haushalts lag bei 79.167 USD. Das Pro-Kopf-Einkommen betrug 33.405 USD. 9,3 Prozent der Einwohner lebten unterhalb der Armutsgrenze.

## Ortschaften in der Town of Brigham
Neben Streubesiedlung existieren in der Town of Brigham keine weiteren Siedlungen.